# Dubai Miracle Garden

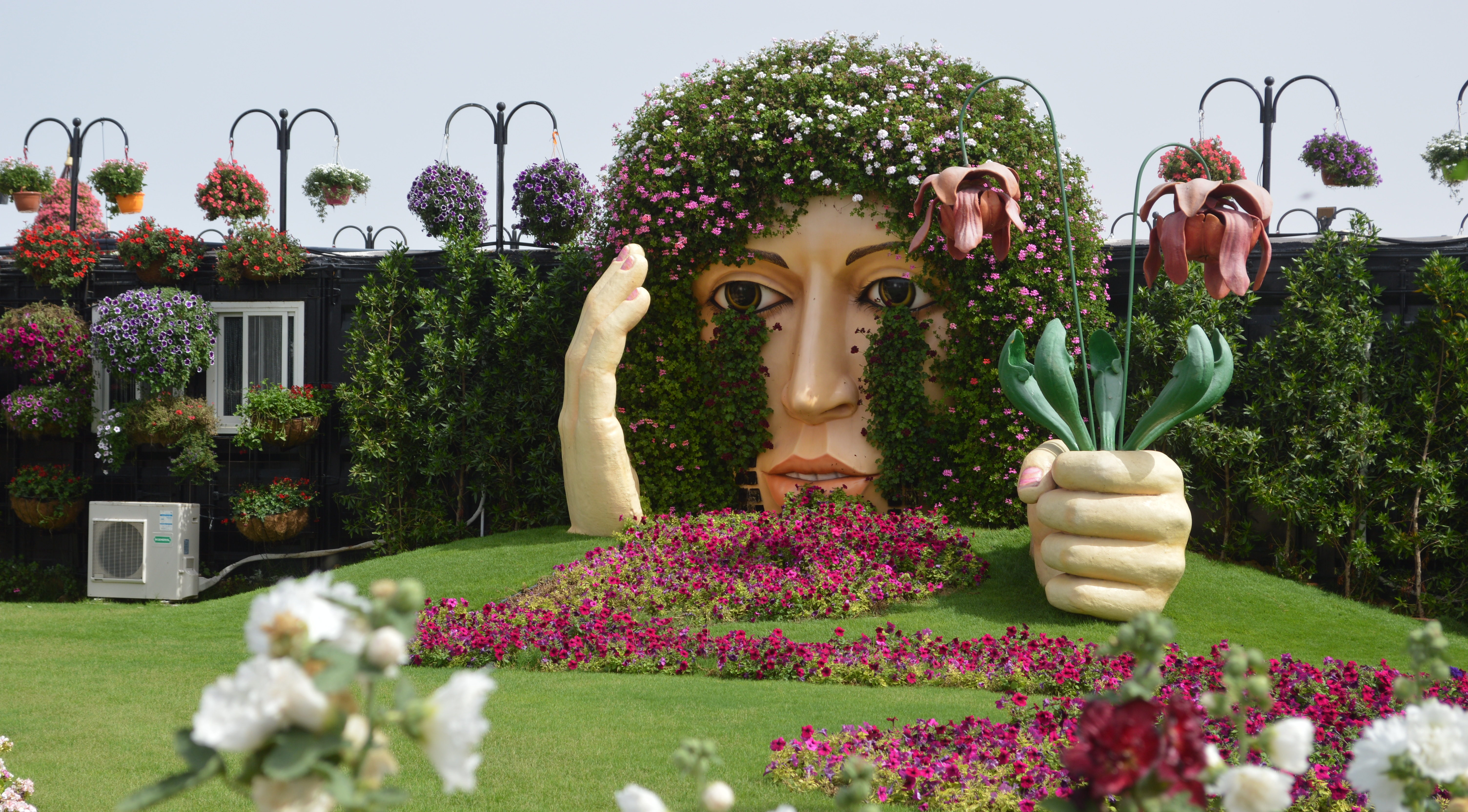

Il Dubai Miracle Garden (in arabo: حديقة الزهور بدبي) è un giardino floreale  situato a Dubai, nel distretto di  Dubailand. Il giardino è stato inaugurato nel 2013, nel giorno di San Valentino. Il giardino occupa una superficie di oltre 72.000 m² (775,00 ft²), classificandosi così come il giardino floreale naturale più grande del mondo, con oltre 109 milioni di fiori piantati.
Nell'aprile 2015, il giardino ha ricevuto il “Moselle Award for New Garden Experiences of the Year”, in occasione degli International Garden Tourism Awards.